# Rusthall
Rusthall – wieś w Anglii, w hrabstwie Kent, w dystrykcie Tunbridge Wells. Leży 26 km na południowy zachód od miasta Maidstone i 49 km na południowy wschód od centrum Londynu. W 2001 miejscowość liczyła 4776 mieszkańców.